# Partido de Renovación Sudcaliforniana

Primer logotipo del MRPS, (1999-2008)

Partido de Renovación Sudcaliforniana, también conocido como PRS, es un partido político local con sede en el estado de Baja California Sur, su posición política es de centro, cuyos estatutos indican que su objetivo es la defensa de la libertad y la soberanía del Estado libre de Baja California Sur; así como promover la participación del ciudadano en su vida democrática. Su nacimiento como partido político fue aprobado por el Instituto Estatal Electoral de Baja California Sur en 2006. Busca que el gobierno federal respete la soberanía de cada estado de la República y que las leyes las decida la entidad de manera libre y soberana.

## Resultados Electorales

### Gobernador
| Año  | Resultado | Candidato                             | Votación | %     | Lugar | Comentario                                |
| ---- | --------- | ------------------------------------- | -------- | ----- | ----- | ----------------------------------------- |
| 2011 | Gana      | Marcos Alberto Covarrubias Villaseñor | 101,045  | 40.12 | 1.º   | En coalición con el PAN                   |
| 2015 | Gana      | Carlos Mendoza Davis                  | 110,448  | 44.77 | 1.º   | En coalición con el PAN                   |
| 2021 | Pierde    | Francisco Pelayo Covarrubias          | 109,096  | 39.31 | 2.º   | En coalición con el PAN, PRI, PRD y PHBCS |

### Congreso de Baja California Sur
| Año     | Elección | Elección | # de escaños | Posición | Gubernatura                           | Gubernatura |
| Año     | votos    | %        | # de escaños | Posición | Gubernatura                           | Gubernatura |
| ------- | -------- | -------- | ------------ | -------- | ------------------------------------- | ----------- |
| 2008    | 3,832    | 2.32     | 1/21         | Minoría  | Narciso Agúndez Montaño               |             |
| 2011    | 79,465   | 31.74    | 2/21         | Minoría  | Marcos Alberto Covarrubias Villaseñor |             |
| 2015    | 103,049  | 42.54    | 8/21         | Minoría  | Carlos Mendoza Davis                  |             |
| 2018    | 71,883   | 24.27    | 1/21         | Minoría  | Carlos Mendoza Davis                  |             |
| 2021    | 91,011   | 33.21    | 2/21         | Minoría  | Víctor Manuel Castro Cosío            |             |
| Fuente. |          |          |              |          |                                       |             |

### Ayuntamientos
| 2008                   | 0/5 |                                                                   |
| 2011                   | 1/5 | En coalición con el PAN. Ganan Comondú.                           |
| 2015                   | 5/5 | En coalición con el PAN.                                          |
| 2018                   | 1/5 | En coalición con el PAN, PRD y PHBCS. Ganan Loreto.               |
| 2021                   | 2/5 | En coalición con el PAN, PRI, PRD y PHBCS. Ganan Loreto y Mulegé. |
| Alcaldías en coalición |     |                                                                   |

1. ↑  Votos totales a la coalición
2. ↑  Votos totales a la coalición
3. ↑  Votos totales a la coalición
4. ↑  Votos totales a la coalición